# Videle
Videle este un oraș în județul Teleorman, Muntenia, România, format din localitatea componentă Videle (reședința), și din satul Coșoaia. A fost înființat în anul 1968 prin alipirea la comuna Videle a unor cartiere de case: Cartojanca, Stănceasca, Furculești, Fotăchești, Tămăsești, Parisești și Coșoaia. În acest oraș sunt două școli - Școala Gimnazială nr. 1 Videle și Școala Gimnazială nr. 2 - și un liceu - Liceul Teoretic Videle.

## Istorie
Localitatea Videle (denumirea fiind un plural articulat al toponimului Vida) este menționată documentar pentru prima dată în anul 1527. Ulterior, în anul 1860, apare sub numele de Wida, reflectând variațiile fonetice și grafice ale epocii.  
În trecut, localitatea era organizată sub forma comunei Vida, care includea mai multe sate:  
- Vida,

- Vida-Cartojani,

- Vida-Fotăchești,

- Vida-Furculești,

- Vida-Tămășești.

Această comună era renumită pentru târgurile săptămânale de cereale și vite, care aveau un rol important în economia rurală a regiunii.  
În cadrul reorganizării administrative din 1968, comuna Vida s-a unit cu mai multe sate din apropiere, printre care: 
- Cuza Vodă (cunoscut în trecut sub numele de Stavropoleos),

- Parișești,

- Spânești,

- Stănceasca.

Această fuziune a dus la formarea orașului Videle, transformând așezarea într-un centru urban cu un rol economic și administrativ semnificativ în județul Teleorman.  
Aceste informații sunt susținute de documente istorice și administrative care atestă evoluția localității de la așezare rurală la statutul de oraș.

### Perioada interbelică și formarea comunei Vida
În perioada interbelică, zona era cunoscută sub numele de comuna Vida, făcând parte din vechiul județ Vlașca.  
- Economia se baza în principal pe agricultură, iar viața comunitară era centrată pe activități tradiționale și instituții locale precum biserici și școli primare.
- Documente arhivale și cronici locale atestă existența unor evenimente comunitare și a obiceiurilor specifice, care, deși nu sunt detaliate în paginile actuale, au contribuit la identitatea locală.[4]

### Fuziunea administrativă din 1968 și transformarea în orașul Videle
În 1968, în urma reformelor administrative naționale, mai multe sate din împrejurimi s-au unit pentru a forma noul oraș Videle.  
- Fuziunea a fost motivată de necesitatea modernizării administrației și de valorificarea potențialului economic, în special pe fondul descoperirii resurselor petroliere.
- Această decizie a unit comunități cu tradiții diverse, creând un mediu multicultural propice inovării și dezvoltării economice și infrastructurale.[5]

### Dezvoltarea industrială și economică post-fuziune
După 1968, orașul a înregistrat o creștere economică accelerată, datorită:
- Exploatării resurselor petroliere descoperite în anii 1950, care au atras investiții majore și tehnologii moderne de foraj.
- Implementării unor proiecte industriale care au diversificat activitățile economice, de la rafinării la facilități de stocare și distribuție a energiei.
- Atragerii forței de muncă din alte regiuni, transformând dinamica socială și contribuind la dezvoltarea unei infrastructuri moderne.[6]

## Geografie

### Relief, soluri și istoria geologică
- Videle se află în Câmpia Română, caracterizată de un relief predominant plat.
- Sedimentele din zonă, depozitate de cursurile de apă, indică o istorie geologică complexă, inclusiv perioade de sedimentare marină din epoca Miocene, care au contribuit la formarea solurilor fertile.[7]

### Hidrografie și microclimat
- Râul Glavacioc și numeroasele afluente joacă un rol esențial în irigații și în modelarea microclimatului local.
- Variațiile de temperatură și umiditate, influențate de proximitatea cursurilor de apă, creează microhabitate favorabile pentru anumite culturi și vegetații, sporind diversitatea agricolă.[8]

## Transport și Conectivitate

### Rețeaua feroviară și infrastructura rutieră
- Transport feroviar:

Modernizarea căii ferate a fost esențială pentru dezvoltarea economică, facilitând transportul eficient al mărfurilor și pasagerilor. Implementarea sistemelor moderne de semnalizare și achiziționarea de trenuri performante au redus timpii de tranzit și au crescut siguranța operațională.
Gara Videle reprezintă un nod feroviar important, deoarece asigură legătura dintre București și Giurgiu, servind atât rutele interne, cât și pe cele internaționale. Prin Giurgiu se stabilesc conexiuni care facilitează schimburile comerciale și mobilitatea, legând regiunea de destinații internaționale, inclusiv către Bulgaria.
- Transport rutier:

Rețeaua de drumuri locale a fost extinsă și reabilitată, îmbunătățind legăturile cu orașele vecine și cu marile artere regionale. Aceasta facilitează circulația rapidă și atrage investiții în domeniul logistic și comercial.

### Conectivitatea regională și europeană
- Videle beneficiază de legături rapide către Alexandria (reședința județului) și București, capitala națională, ceea ce sprijină dezvoltarea economică și mobilitatea populației.
- Proiectele de infrastructură în curs vizează extinderea rețelelor de transport în contextul integrării europene, facilitând legăturile internaționale.[10]

## Economie

### Industria energetică și rolul sectorului petrolier
- Descoperirea resurselor petroliere în anii 1950 a reprezentat un moment de cotitură în evoluția economică a regiunii, atrăgând investiții masive în tehnologie și infrastructură.
- Facilitațile de extracție și rafinare au transformat orașul într-un nod important în rețeaua energetică națională, contribuind la securitatea energetică și la dezvoltarea regională.

### Foraj Sonde Videle și inovațiile tehnologice
Unul dintre principalii factori care au influențat economia orașului este exploatarea petrolului, activitate începută în prima jumătate a secolului XX. Videle se află într-o zonă bogată în zăcăminte de petrol și gaze, ceea ce a dus la dezvoltarea unor platforme de foraj și rafinare.
Una dintre cele mai importante companii care au marcat dezvoltarea industrială a orașului este Foraj Sonde Videle S.A.. Aceasta a fost una dintre principalele companii de foraj din România, având un rol esențial în explorarea și extracția hidrocarburilor din zonă.
Compania Foraj Sonde Videle S.A. a fost specializată în:
- Forajul de sonde pentru extracția petrolului și gazelor naturale,
- Servicii de mentenanță pentru platformele petroliere,
- Explorare geologică, contribuind la descoperirea de noi zăcăminte,
- Dezvoltarea infrastructurii petroliere, având contracte cu mari companii din industrie.

În trecut, industria petrolieră a fost principalul motor economic al orașului, atrăgând muncitori specializați și investiții. Deși sectorul a cunoscut un declin în ultimele decenii, activitățile de foraj și extracție rămân o parte importantă a economiei locale.

### Diversificarea economică și dezvoltarea sectorului agricol
- Pe lângă industria energetică, economia locală s-a diversificat semnificativ prin modernizarea agriculturii, creșterea comerțului și dezvoltarea serviciilor.
- Tehnologiile moderne aplicate în agricultură, de la irigații la mecanizare, au crescut productivitatea, iar exporturile de produse agricole contribuie la stabilitatea economică a regiunii.[12]

## Educație și Cultură

### Instituții de învățământ și dezvoltarea capitalului uman
- Liceul Teoretic Videle, fondat în perioada post-fuziune, împreună cu alte instituții locale, asigură formarea profesională și tehnică necesară pentru dezvoltarea economică.
- Programele educaționale s-au adaptat cerințelor industriei moderne, punând accent pe științele exacte, tehnologie și inginerie, contribuind astfel la formarea unui capital uman competitiv.[13]

### Viața culturală și evenimentele locale
- Comunitatea locală organizează festivaluri, târguri tradiționale și evenimente culturale care păstrează și promovează obiceiurile și valorile autentice ale regiunii.
- Aceste evenimente nu doar întăresc coeziunea socială, ci atrag și turiști interesați de patrimoniul cultural, contribuind la dinamismul economic și social.

## Monumente istorice

### Biserica de lemn din Cartojanca
- Biserica din Cartojanca, construită în secolul al XIX-lea, este un monument de referință în patrimoniul religios local, ilustrând stilul tradițional cu influențe bizantine și locale.
- Restaurările periodice au permis conservarea elementelor originale, asigurând astfel transmiterea valorilor istorice și arhitecturale generațiilor viitoare.[14]

### Stejarul lui Mihai Viteazul din Furculești
- În cartierul Furculești se găsește un stejar bătrân, cunoscut sub numele de Stejarul lui Mihai Viteazul, unde se spune că domnitorul Mihai Viteazul s-a odihnit în timpul campaniilor sale militare.
- Acest arbore impunător este considerat un simbol al istoriei locale și al legendei care îl leagă de figura istorică a lui Mihai Viteazul.[15]

## Politică și administrație
Orașul Videle este administrat de un primar și un consiliu local compus din 17 consilieri. Primarul, Cornel Gogan[*], de la Partidul Național Liberal, este în funcție din 1 noiembrie 2024. Începând cu alegerile locale din 2024, consiliul local are următoarea componență pe partide politice:
|  | Partid                                  | Consilieri | Componența Consiliului | Componența Consiliului | Componența Consiliului | Componența Consiliului | Componența Consiliului | Componența Consiliului |
|  | --------------------------------------- | ---------- | ---------------------- | ---------------------- | ---------------------- | ---------------------- | ---------------------- | ---------------------- |
|  | Partidul Național Liberal               | 6          |                        |                        |                        |                        |                        |                        |
|  | Partidul Social Democrat                | 5          |                        |                        |                        |                        |                        |                        |
|  | Reînnoim Proiectul European al României | 3          |                        |                        |                        |                        |                        |                        |
|  | Alianța pentru Unirea Românilor         | 2          |                        |                        |                        |                        |                        |                        |
|  | Uniunea Salvați România                 | 1          |                        |                        |                        |                        |                        |                        |

## Cartiere
Orașul Videle este împărțit în mai multe cartiere, fiecare având propria identitate. De asemenea, sub administrația sa se află și satul Coșoaia, care, deși este un sat distinct, este considerat și cartier al orașului.

### Lista cartierelor
- Cartojanca – Zonă de case situată în sud-estul orașului.
- Stănceasca – Cartier aflat în sud-estul orașului, în imediata vecinătate a cartierului Cartojanca, la ieșirea spre satul Rădulești din comuna Crevenicu.
- Furculești – Zonă de case situată în partea sud-vestică a orașului, prin care se face ieșirea spre comuna Moșteni, oferind astfel o legătură spre reședința județului, Alexandria.
- Fotăchești – Cartier situat în nord-vestul orașului, format din locuințe individuale.
- Tămășești – Zonă de case cu terenuri agricole în împrejurimi.
- Parisești – Cartier aflat în estul orașului, cu case și terenuri agricole.
- Satul Coșoaia – Coșoaia, un sat distinct aflat sub administrația orașului Videle, situat în partea de nord-est a orașului și considerat și cartier al acestuia.

## Demografie
Componența etnică a orașului Videle
     Români (85,76%)
     Romi (3,81%)
     Alte etnii (0,09%)
     Necunoscută (10,34%)
Componența confesională a orașului Videle
     Ortodocși (87,4%)
     Alte religii (1,55%)
     Necunoscută (11,04%)
Conform recensământului efectuat în 2021, populația orașului Videle se ridică la 10.107 locuitori, în scădere față de recensământul anterior din 2011, când fuseseră înregistrați 11.508 locuitori. Majoritatea locuitorilor sunt români (85,76%), cu o minoritate de romi (3,81%), iar pentru 10,34% nu se cunoaște apartenența etnică. Din punct de vedere confesional, majoritatea locuitorilor sunt ortodocși (87,4%), iar pentru 11,04% nu se cunoaște apartenența confesională.

### Evoluția populației și dinamica socială
- De la perioada interbelică, când zona era alcătuită dintr-o mică comunitate agricolă, până la transformarea post-1968, demografia a evoluat semnificativ.
- Migrația lucrătorilor, atât din zonele rurale cât și din mediul urban, a contribuit la diversificarea populației, care se menține stabilă la peste 10.000 de locuitori, conform recensămintelor recente.[20]

030006000900012.00015.0001977199220022011populațiePopulația istorică din Videle
Date: Recensăminte sau birourile de statistică - grafică realizată de Wikipedia